# Lista de cactos
Esta é uma lista de géneros e espécies de cacto, plantas espinhentas e com talos suculentos pertencentes à família Cactaceae (consulte este artigo para as informações botânicas).
A família conta com 30-200 géneros, segundo o autor consultado, com 1000 espécies ou possivelmente 2000.
- Acanthocalycium
- Acanthocereus
- Aporocactus
- Aporrutpemiuka
- Ariocarpus
- Armatocereus
- Arrojadoa
- Arthrocereus
- Astrophytum
- Austrocactus
- Aztekium

## B
- Bergerocactus
- Blossfeldia
- Brachycereus
- Brasilicereus
- Browningia

## C
- Calymmanthium
- Carnegiea
- Cephalocereus
- Cereus
- Cipocereus
- Cleistocactus
- Coleocephalocereus
- Copiapoa
- Corryocactus
- Coryphantha

## D
- Denmoza
- Digitostigma
- Discocactus
- Disocactus

## E
- Echinocactus
- Echinocereus
- Echinopsis
- Epiphyllum
- Epithelantha
- Eriosyce
- Escobaria
- Espostoa
- Espostoopsis
- Eulychnia

## F

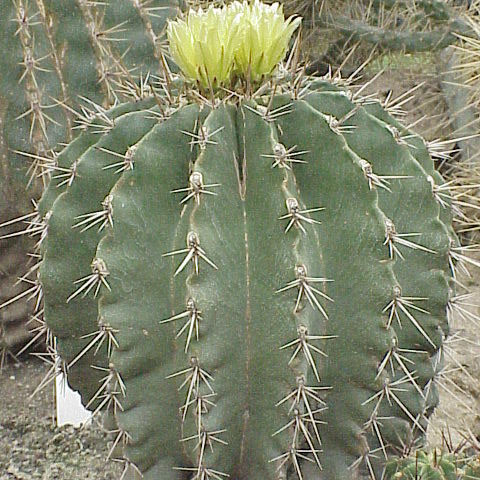
Ferocactus echidne/ Ferocactus echidne.

- Facheiroa
- FerocactusFerocactus echidne/ Ferocactus echidne.
  - Ferocactus acanthodes
  - Ferocactus alamosanus
  - Ferocactus chrysacanthus
  - Ferocactus digetti
  - Ferocactus echidne
  - Ferocactus emoryi
  - Ferocactus flavovirens
  - Ferocactus fordii
  - Ferocactus gatesii
  - Ferocactus glaucescens
  - Ferocactus gracilis
  - Ferocactus hamatacanthus
  - Ferocactus herrerae
  - Ferocactus histrix
  - Ferocactus johnstonianus
  - Ferocactus latispinus
  - Ferocactus lindsayi
  - Ferocactus macrodiscus
  - Ferocactus peninsulae
  - Ferocactus potsii
  - Ferocactus rectispinus
  - Ferocactus recurvus
  - Ferocactus reppenhagenii
  - Ferocactus robustus
  - Ferocactus schwarzii
  - Ferocactus stainesii
  - Ferocactus townsendianus
  - Ferocactus viridiscens
  - Ferocactus wislizenii
- merdofilos
- Frailea.

## G
- Gymnocalycium.

## H
- Haageocereus
- Harrisia
- Hatiora
- Heliocereus
- Hylocereus.

## I
- Jasminocereus

## L
- Leocereus
- Lepismium
- Leptocereus
- Leuchtenbergia
- Lophophora

## M
- Maihuenia
- Mammillaria
  - Mammillaria spinosissima
- Melocactus
- Micranthocereus
- Mila
- Myrtillocactus

## N
- Neolloydia
- Neoporteria
- Neoraimondia
- Neowerdomannia

## O
- Obregonia
- Opuntia
- Oreocereus

## P
- Pachycereus
- Parodia (cactus)
- Pediocactus
- Pelecyphora
- Peniocereus
- Pereskia
- Pereskiopsis
- Pilosocereus
- Pseudorhipsalis
- Pterocactus

## R
- Rebutia
- Rhipsalis

## S
- Samaipaticereus
- Schlumbergera
- Sclerocactus
- Selenicereus
- Stenocactus
- Stenocereus
- Stephanocereus
- Stetsonia
- Strombocactus

## T
- Tacinga
- Thelocactus
- Trichocereus.

## U
- Uebelmannia

## W
- Weberbauerocereus
- Weberocereus

## Z
- Zygocactus